# 白砂伸夫
白砂 伸夫 (しらすな のぶお、1953年- ）は、日本のランドスケープアーキテクト。ARTFUSION主宰。
神戸国際大学経済学部教授、倉敷芸術科学大学学長補佐。博士（環境共生学）（東京農業大学）。

## 経歴
1976年： 信州大学農学部卒業。
1976~83年 ：京都大学工学部建築学教室　増田友也教授に師事
1991年〜現在、株式会社ARTFUSIONを設立、同代表取締役就任 
2008年〜現在：神戸国際大学経済学部教授
2021年～現在：倉敷芸術科学大学学長補佐

### 受賞歴
2018年：日本造園学会賞（日本造園学会）
2018年：Literary Award : World Federation of Rose Societies 
2015年：Award of Garden Excellence：World Federation of Rose Societies
2015年：摂津市立コミュニティプラザ：大阪市都市景観賞：
2014年：六甲アイランドCity Rose Garden：花のまちづくり国土交通大臣賞および兵庫県知事賞
2004年：熱海市出展庭園　浜名湖花博優秀賞
1998年：ゲントフローラリー（ベルギー）：デザイン特別賞および国際庭園コンテスト２位
1987年：：清水屋呉服店：煌めき大津賞(滋賀県)

## 主な著作
- 白砂伸夫作品集Ⅰ：マルモ出版
- 「ＥＳＤがグローバル社会の未来を拓くーSDGsをめざして」（共著）ミネルヴァ書房（2020）
- 「現代の結婚と婚礼を考える」（共著）ミネルヴァ書房（2018）
- 白砂伸夫作品集Ⅱ「THE ROSE GARDEN」：マルモ出版（2015）
- まちづくりDIY（共著）学芸出版（2011）
- ローズガーデンデザイン：淡交社 まちづくりDIY（共著）学芸出版（2010）
- イングリッシュローズ（共著）講談社（2005）
- 住まいの空間構成図解住居学（共著）彰国社